# Insidious: The Red Door
Insidious: The Red Door är en amerikansk skräckfilm från 2023. Filmen är regisserad av Patrick Wilson med ett manus skrivet av Scott Teems från en berättelse av seriens skapare Leigh Whannell. Filmen är den femte filmen i Insidiousfilmserien. Filmen är en direkt uppföljare till Insidious från 2010 och Insidious: Chapter 2 från 2013. Wilson, Rose Byrne, Ty Simpkins och Andrew Astor spelar samma roller som i de tidigare filmerna.
Filmen hade biopremiär i Sverige den 7 juli 2023, utgiven av Sony Pictures.

## Handling
Filmen utspelar sig tio år efter de första två filmernas slut, och kretsar kring familjen Lambert där Josh reser österut för att lämna sin son Dalton som ska börja på universitet. Men Daltons studiedröm förvandlas till en mardröm när demonerna från hans förflutna återvänder för att hemsöka dem.

## Rollista (i urval)
- Patrick Wilson – Josh Lambert
- Rose Byrne – Renai Lambert
- Ty Simpkins – Dalton Lambert
- Andrew Astor – Foster Lambert